# Scolytus kirschii kirschii
Scolytus kirschii kirschii é uma subespécie de insetos coleópteros polífagos pertencente à família Curculionidae.
A autoridade científica da subespécie é Skalitzky, tendo sido descrita no ano de 1876.
Trata-se de uma subespécie presente no território português.